# Blankenburg (Berne)
Pour les articles homonymes, voir Blankenburg.
Blankenburg est une localité et une ancienne commune suisse du canton de Berne.
Elle est le chef-lieu de l'ancien district d'Obersimmental avant d'être englobée dans la commune de Zweisimmen.

## Monument
- Château de Blankenburg (de).